# 오카자키 신지
오카자키 신지(일본어: 岡崎 慎司, 1986년 4월 16일 ~ )는 일본의 전 축구 선수로서 포지션은 공격수, 공격형 미드필더였다.

## 클럽 경력
2005년, 일본 J리그의 시미즈 에스펄스에 입단하였다.
2007년부터 두각을 보이기 시작하여 2009년엔 34경기에서 14골을 몰아넣으며, 그 해 J리그 득점랭킹 6위에 올랐다.
2011년 1월 30일, 독일 분데스리가의 슈투트가르트로 이적하였다.

## 국가대표팀 경력

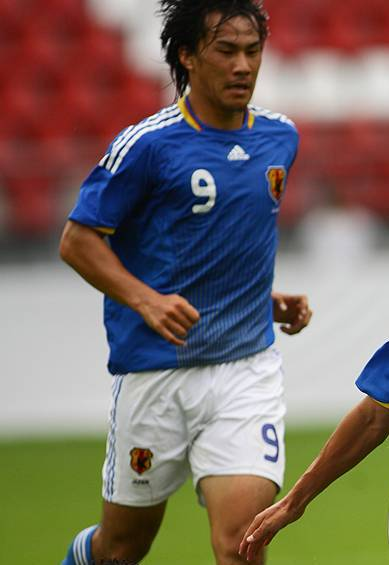
오카자키 신지가 일본 대표팀에서 뛰고 있는 모습

그는 2008년 하계 올림픽에 참가할 일본 U-23 국가대표팀에 발탁되었으며, 3경기에 출전했다.
그는 2008년 10월 9일 아랍에미리트과의 경기에서 일본 국가대표팀에 데뷔했다. 2009년엔 16경게 출전하여 15골을 기록하였다. 2010년 FIFA 월드컵에 출전, 4경기에 출전, 1득점, 16강 진출. 2011년 AFC 아시안컵에도 출전, 우승에 기여했다. 2014년과 2018년 FIFA 월드컵, 2015년 AFC 아시안컵, 2019년 코파 아메리카에도 출전했다. 그는 2019년까지 국제 A매치 통산 119경기에 출전, 50득점을 넣었다.

## 통계

### 클럽
| 클럽             | 시즌                    | 리그 | 리그 | 리그 | 클럽 대항전       | 클럽 대항전 | 클럽 대항전 | 리그컵 | 리그컵 | 리그컵 |
| 클럽             | 시즌                    | 경기 | 골   | 도움 | 대회              | 경기        | 골          | 경기   | 골     | 도움   |
| ---------------- | ----------------------- | ---- | ---- | ---- | ----------------- | ----------- | ----------- | ------ | ------ | ------ |
| 1. FSV 마인츠 05 | 분데스리가 2014-15      | 32   | 12   | 3    | UEFA 유로피리그   | 2           | 1           | ―      | ―      | ―      |
| 레스터 시티 FC   | 프리미어리그 2015-16    | 36   | 5    | 0    | ―                 | ―           | ―           | 1      | 0      | 0      |
| 레스터 시티 FC   | 프리미어리그 2016-17    | 30   | 3    | 1    | UEFA 챔피언스리그 | 7           | 1           | 1      | 2      | 0      |
| 레스터 시티 FC   | 프리미어리그 2017-18    | 27   | 6    | 2    | ―                 | ―           | ―           | 2      | 1      | 1      |
| 레스터 시티 FC   | 프리미어리그 2018-19    | 21   | 0    | 1    | ―                 | ―           | ―           | 3      | 0      | 0      |
| SD 우에스카      | 세군다 디비시온 2019-20 | 26   | 8    | 0    | ―                 | ―           | ―           | ―      | ―      | ―      |

### 국가대표팀
| 일본 | 일본 | 일본 |
| 연도 | 출전 | 득점 |
| ---- | ---- | ---- |
| 2008 | 4    | 0    |
| 2009 | 16   | 15   |
| 2010 | 15   | 3    |
| 2011 | 14   | 8    |
| 2012 | 9    | 3    |
| 2013 | 14   | 7    |
| 2014 | 13   | 4    |
| 2015 | 13   | 7    |
| 2016 | 8    | 2    |
| 2017 | 5    | 1    |
| 2018 | 5    | 0    |
| 2019 | 3    | 0    |
| 통산 | 119  | 50   |

## 수상 내역

### 시미즈 에스펄스
- 나비스코컵 : 준우승 (2005)
- 천황배 JFA 전일본 축구선수권대회 : 준우승 (2005)

### 슈투트가르트
- DFB-포칼 : 준우승 (2012-13)

### 일본
- AFC 아시안컵 : 우승 (2011)

### 레스터 시티
- 프리미어리그 : 우승 (2015-16)

개인
- J리그 베스트 11 : 2009
- AFC 아시안컵 베스트 팀 : 2011
- 2011년 AFC 아시안컵 맨 오브 더 매치 : vs. 사우디아라비아 (조별리그)
- 2015년 AFC 아시안컵 맨 오브 더 매치 : vs. 팔레스타인 (조별리그)

## 같이 보기
- A매치 100경기 이상 출전한 축구 선수 명단